# Holland & Holland
A Holland & Holland é uma fabricante de armas e varejista de roupas britânico com sede em Londres, Inglaterra, que oferece rifles e espingardas esportivas artesanais. A empresa possui duas "recomendações reais".

## História
A Holland & Holland foi fundada por Harris Holland (1806–1896) em 1835. Harris Holland nasceu em 1806 em Londres. Embora os relatos de seu passado sejam um tanto vagos, acredita-se que seu pai era um construtor de órgãos, enquanto Harris tinha um negócio de atacado de tabaco em Londres. Ele foi bem-sucedido e freqüentemente foi visto em vários eventos de caça ao pombo em importantes clubes de Londres, bem como alugando terrenos para caça de perdizes em Yorkshire.
Não tendo filhos, ele contratou seu sobrinho Henry Holland como aprendiz em 1861. Em 1867, Henry tornou-se sócio e em 1876 o nome mudou para Holland & Holland. Embora Henry fosse um parceiro pleno, Harris manteve um controle estrito e foi o único que pôde assinar um cheque até morrer em 1896.
A princípio, os canos das armas, traziam a inscrição "H.Holland", sem endereço, e é provável que tenham sido construídos por terceiros segundo seus projetos. Não se sabe quando Harris Holland iniciou sua própria fabricação, mas estima-se que foi na década de 1850. Este início o torna muito incomum entre os melhores fabricantes de Londres, já que outros como Purdey, Boss, Lang e Lancaster foram aprendizes de Joseph Manton, enquanto outros como Beesley, Grant e Atkin foram aprendizes de Purdey ou Boss.
Em 1883, a Holland & Holland participou das provas organizadas pela revista "The Field" e venceram todas as categorias de rifles. Isso estabeleceu um novo padrão de excelência para a competição entre os fabricantes de armas ingleses. Em 1885, as patentes foram concedidas à Holland & Holland para sua escopeta "Paradox", uma espingarda com estriamento nas duas polegadas frontais do cano.
Em 1908, eles patentearam o recurso de bloqueio destacável com pequena alavanca, para espingardas de bloqueio lateral. O último grande desenvolvimento na evolução das escopetas de cano lado a lado ocorreu em 1922, quando o mecanismo de abertura assistida H&H foi patenteado. Esta arma, a "Royal", tem sido extremamente influente na fabricação de armas em todo o mundo.
No período após a Segunda Guerra Mundial sob a liderança do novo proprietário e diretor administrativo Malcolm Lyell, a empresa fez surtidas à Índia, onde as armas das famosas coleções dos príncipes e marajás foram compradas de volta, desenvolvendo um importante mercado para peças de segunda mão. Em 1989, todas as ações restantes da H&H foram compradas pelo grupo de luxo francês Chanel. Desde então, o prédio da fábrica, em uso desde 1898, foi amplamente reformado e equipado com tecnologia moderna. Armas como a Royal Over & Under ou escopetas de cano duplo lado a lado foram aprimoradas e reintroduzidas, e estão disponíveis do gáugio 4 até .360 polegadas. Uma arma feita à mão da H&H pode custar cerca de £ 60.000 para uma espingarda e cerca de £ 100.000 para alguns rifles, com preços quase dobrando com gravações de luxo, e há um período de espera de 2 a 3 anos entre o pedido e a entrega.
Durante a Segunda Guerra Mundial, a Holland & Holland, juntamente com outras empresas, instalaram as miras telescópicas no rifle de precisão "Lee-Enfield No.4T sniper rifle".
Na década de 1990, a Holland & Holland iniciou um grande programa de expansão. A empresa possui lojas de armas em Dallas e Moscou. Sua sala de armas na cidade de Nova York foi fechada em 2017. A loja principal da empresa em Londres, na Bruton Street, foi completamente renovada e ampliada.

## Cartuchos
Cartuchos desenvolvidos pela Holland & Holland:
- .240 Apex
- .244 H&H Magnum
- .297/250 Rook
- .275 H&H Magnum
- .300 Rook
- .300 H&H Magnum
- .375 Flanged Nitro Express
- .375 H&H Magnum
- .400/375 Belted Nitro Express
- .400 H&H Magnum
- .500/450 Nitro Express
- .465 H&H Magnum
- .500/465 Nitro Express
- .600/577 Rewa
- .700 Nitro Express
- Paradox gun